# Стридонк, Гийом ван
Гийом ван Стридонк (фр. Guillaume Van Strydonck; нидерл. Guillaume Van Strydonck;  10 декабря 1861, Намсус, Нур-Трёнделаг — 2 июля 1937, Сен-Жиль, Брюссельский столичный регион) — бельгийский художник-люминист.

## Биография
Родился в 1861 году в Норвегии, где его отец проживал временно и работал в бельгийской  фирме. Вскоре после рождения ребёнка семья вернулась в Бельгию. Когда Гийому было 12 лет, он начал учиться живописи под руководством Эдуарда Агнессенса. В 1876 году он поступил в Королевскую академию изящных искусств Брюсселя, где учился в мастерской Жана-Франсуа Портальса. Позже Стридонк отправился в Париж, где учился в Высшей школе изящных искусств в мастерской Жана-Леона Жерома.
Первоначально ван Стридонк был художником-академистом, однако в 1880-е годы, подпав под влиянием французского импрессионизма, стал одним из основателей аналогично бельгийского направления, получившего название «люминизм».
Несмотря на сравнительно новаторский для своего времени художественный стиль, Ван Стридонк уже при жизни был популярным и коммерчески успешным живописцем. Высокие доходы позволили ему много путешествовать, посетив, в частности, США и Индию. Ближе к концу 1890-х годов он осел в Бельгии, регулярно выезжая на пленэры в сельскую местность. С 1900 по 1931 год на протяжении более 30 лет был профессором Королевской академии изящных искусств в Брюсселе, которую сам окончил.
Скончался в Сен-Жилле, одном из центральных районов Брюсселя, в 1937 году.

## Галерея

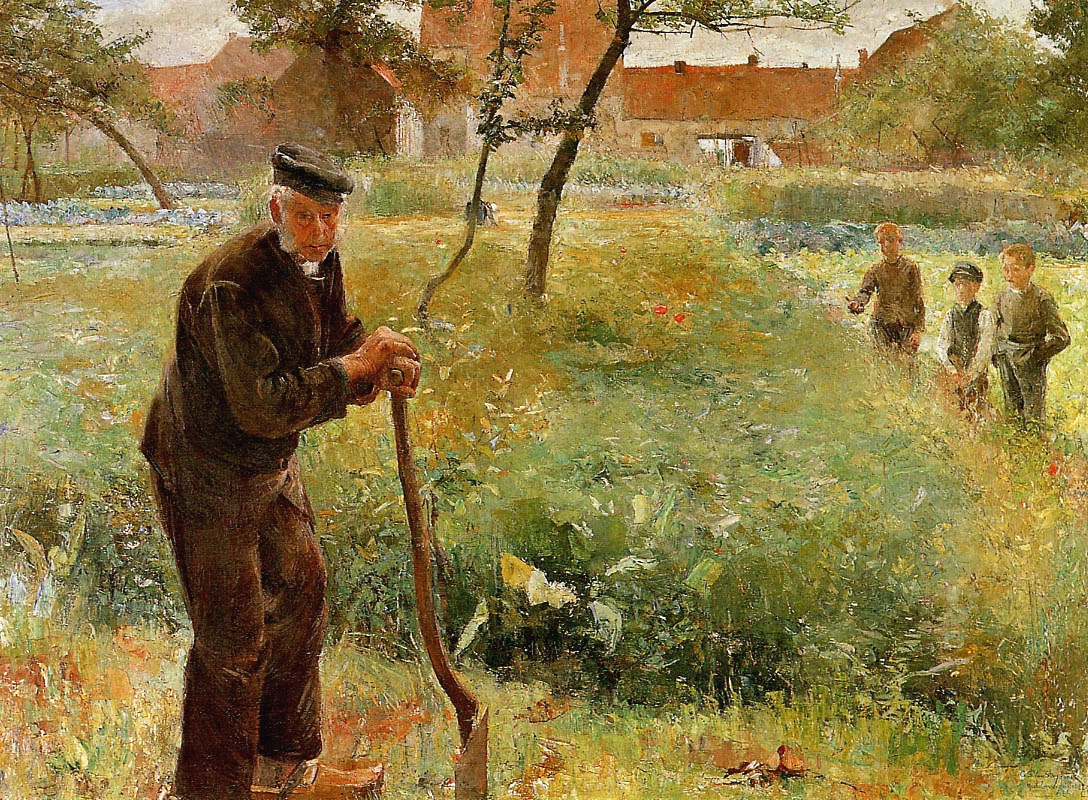
Старый садовник.
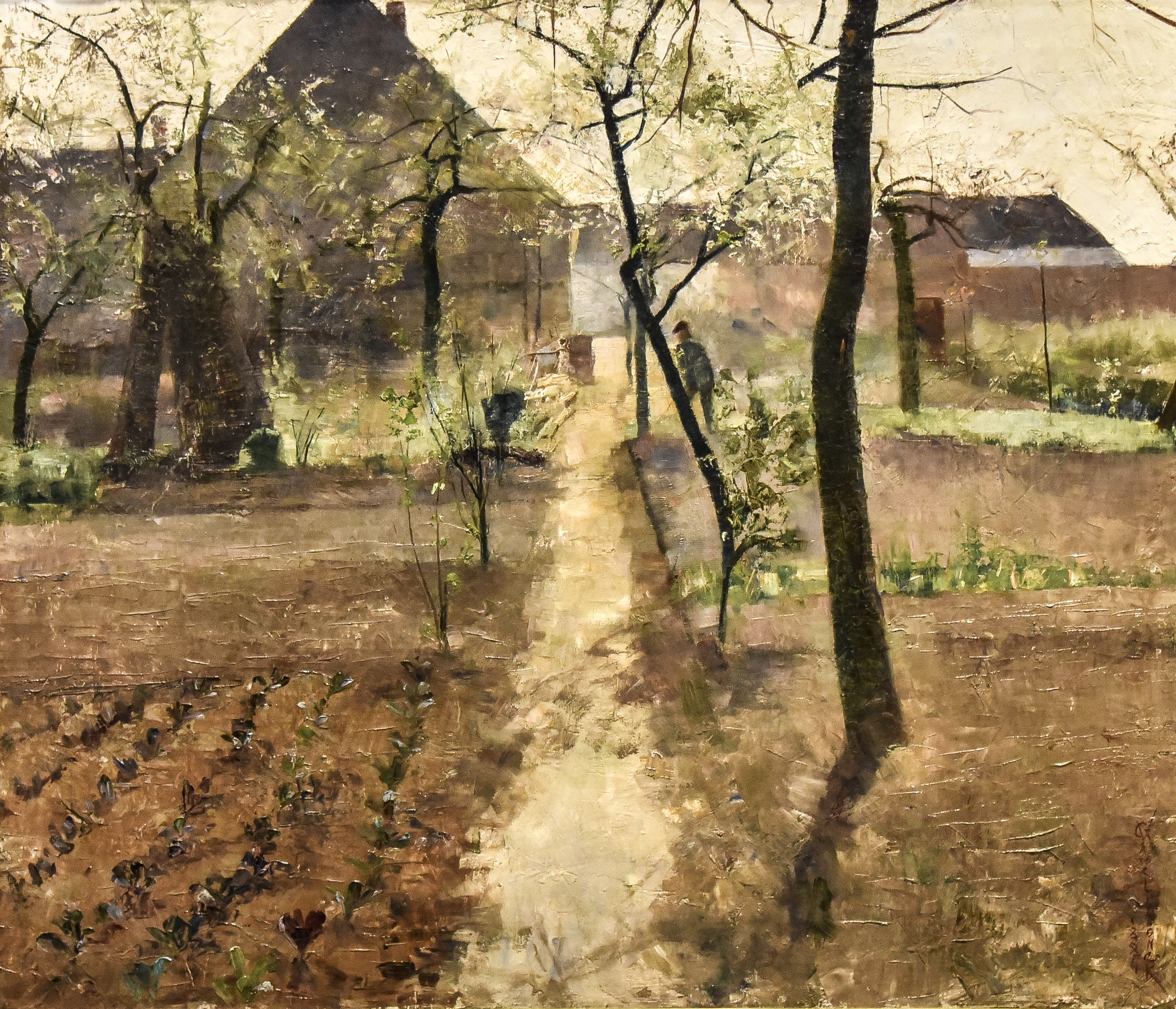
Огород в Мехелене весной.
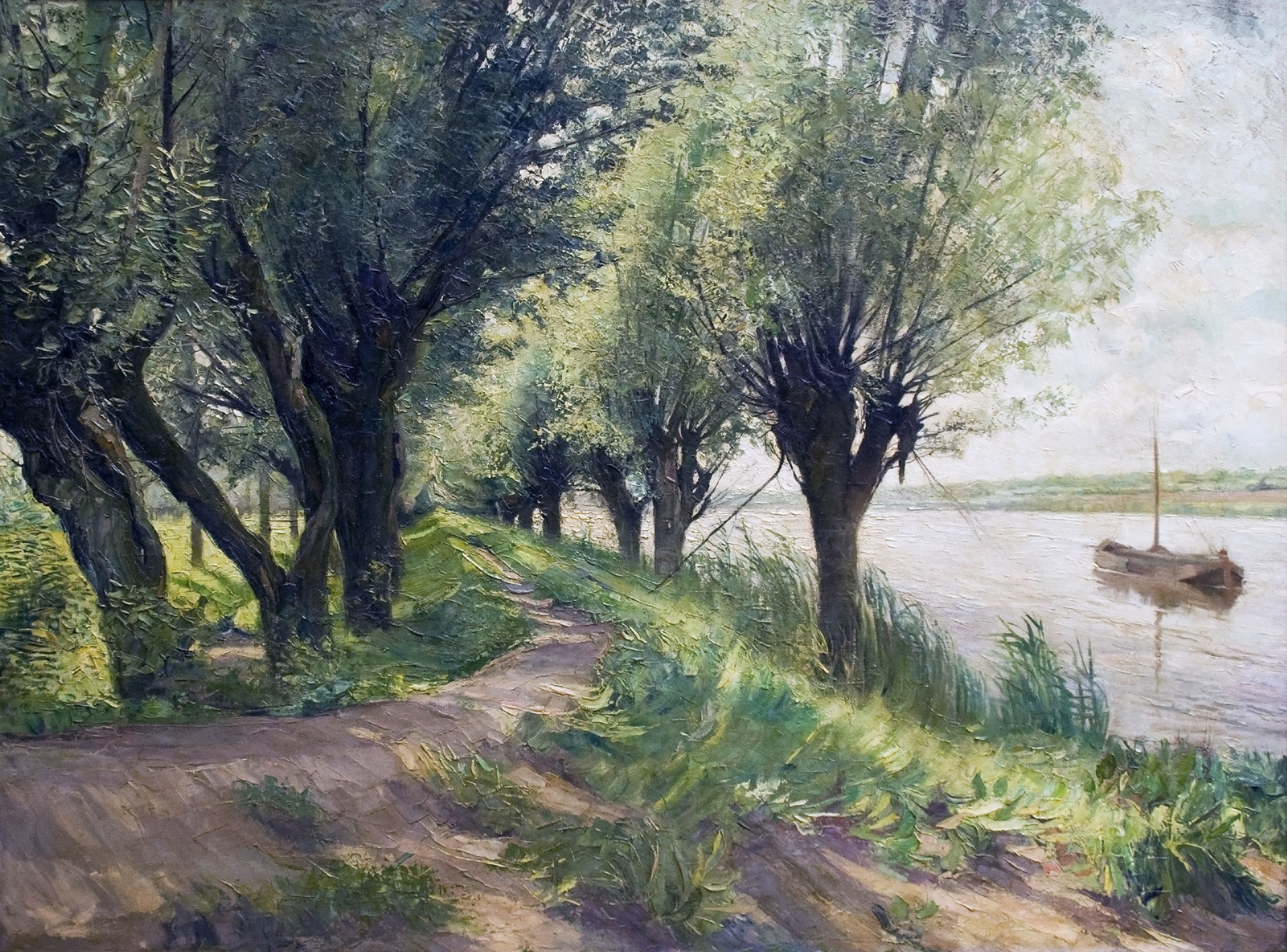
Ивы на берегу Шельды.
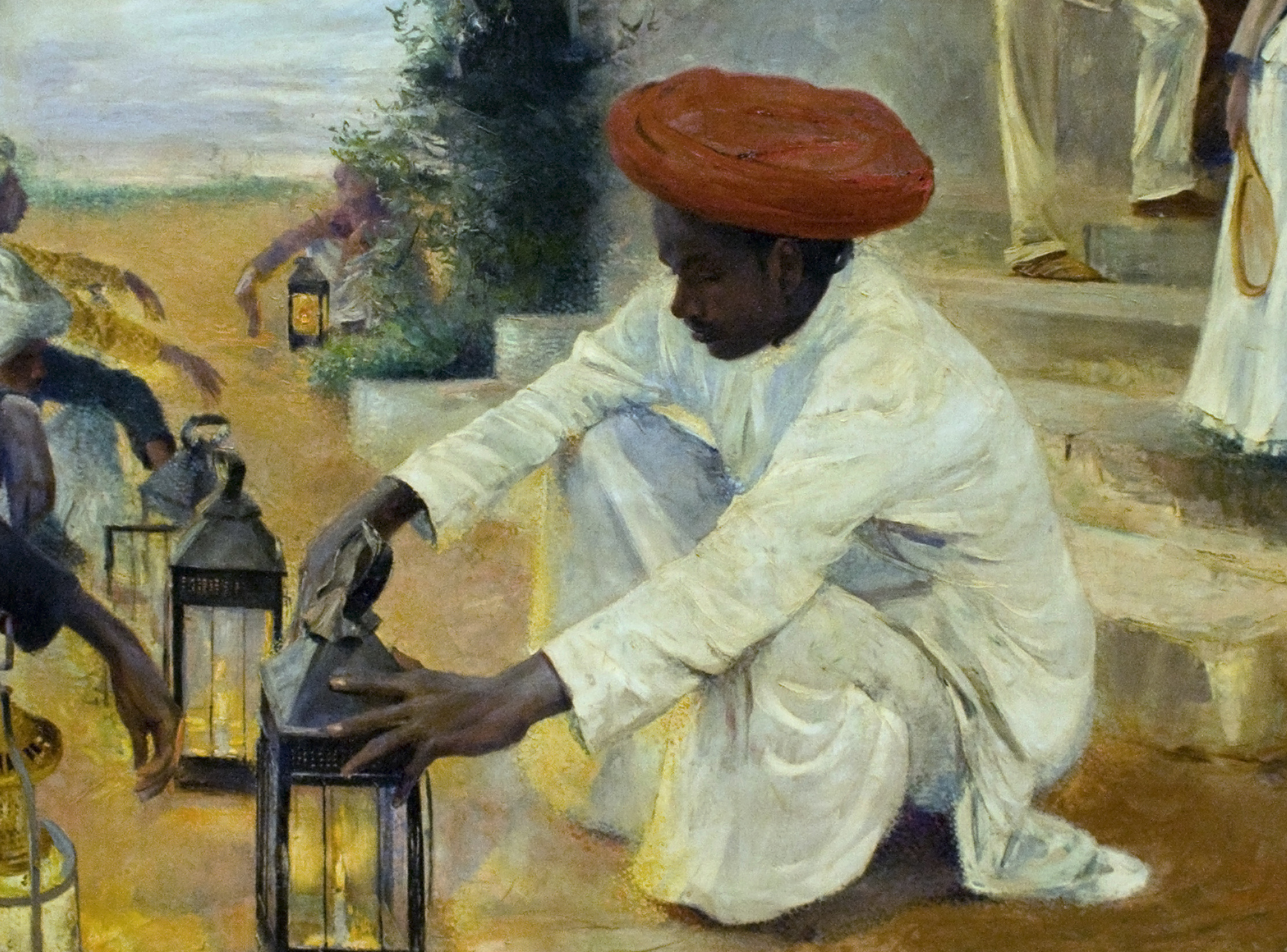
Британская Индия. Сумерки. После тенниса.
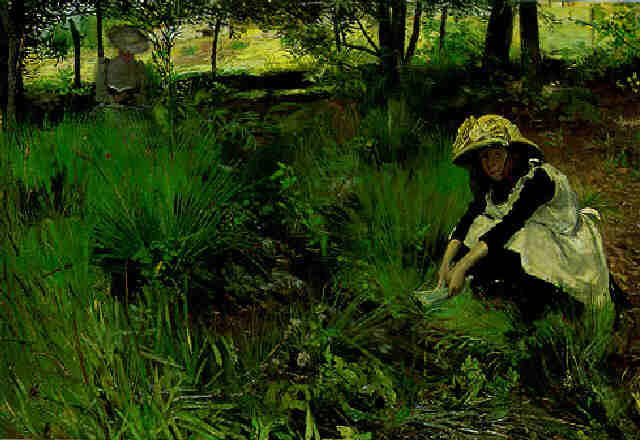
На берегу ручья.
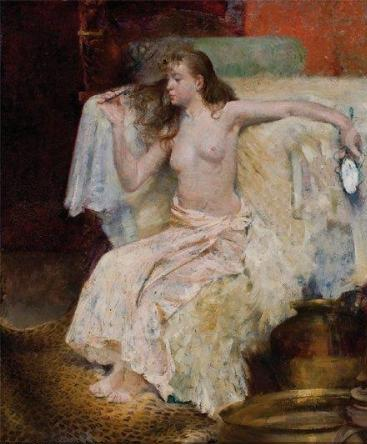
Девушка перед зеркалом.
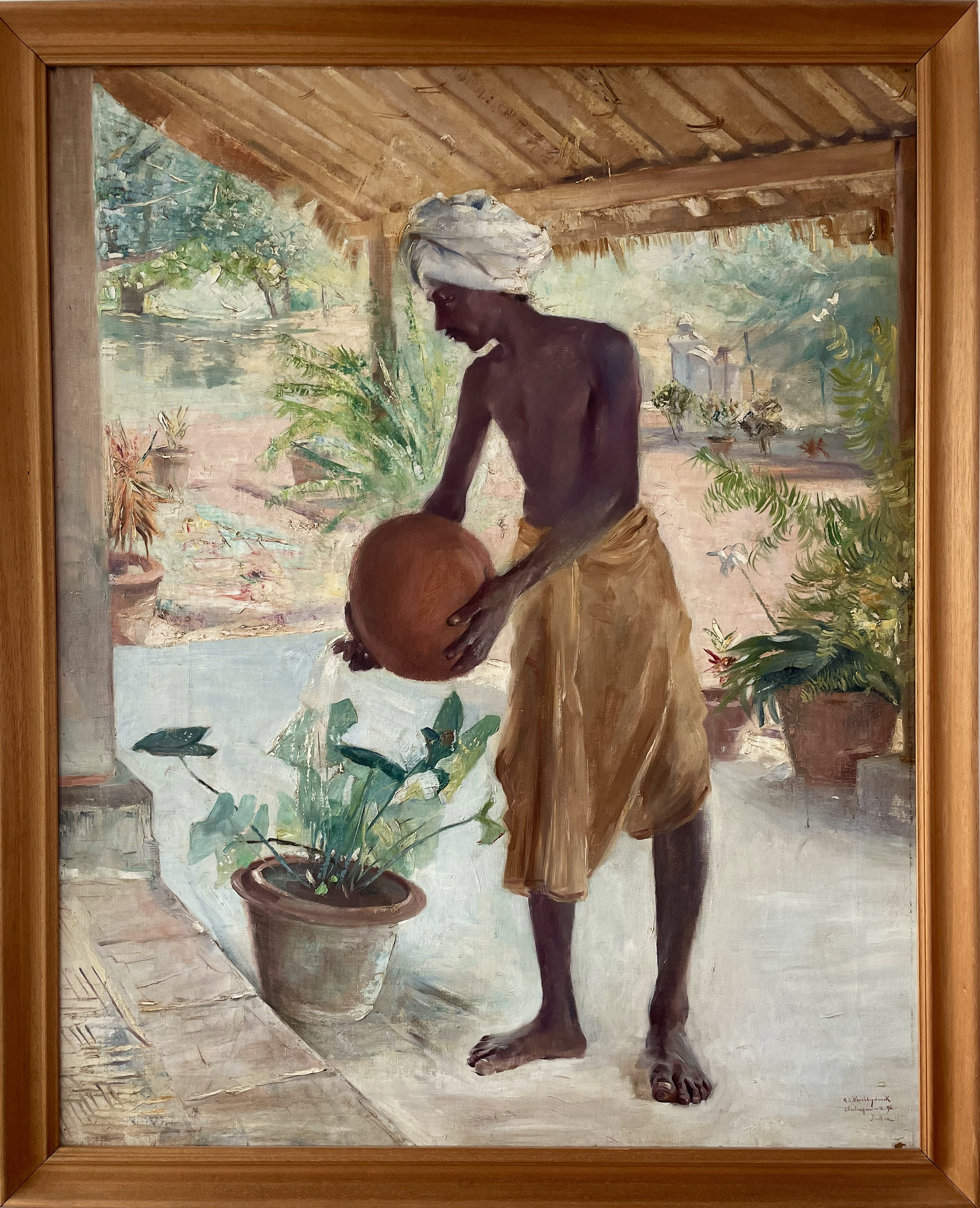
Индийский садовник в Чхатарпуре.